# ميخائيل أندروود
ميخائيل أندروود (بالإنجليزية: Michael Underwood)‏ هو مذيع بريطاني، ولد في 26 أكتوبر 1975 في نورثامبتون في المملكة المتحدة.

## وصلات خارجية
- الموقع الرسمي
- ميخائيل أندروود على موقع IMDb (الإنجليزية)
- ميخائيل أندروود على موقع ميوزك برينز (الإنجليزية)